# Insel Lütje Hörn
Insel Lütje Hörn är ett kommunfritt område på ön Lütje Hörn i Landkreis Leer i förbundslandet Niedersachsen i Tyskland.